# Бассанези, Джованни
Джова́нни Бассане́зи (итал. Giovanni Bassanesi; 27 марта 1905, Аоста, Валле д’Аоста, Королевство Италия — 19 декабря 1947, Монтелупо-Фьорентино, Тоскана, Италия) — итальянский фотожурналист, пацифист и антифашист, член движения Справедливость и свобода. Авиатор-любитель. В 1930 году совершил известный полёт над Миланом, во время которого разбросал над городом листовки с призывами к борьбе с фашистским режимом.

## Биография
Родился в Аосте 27 марта 1905 года у Федерико Бассанези и Адель, урождённой Феррандо. Защитил степень магистра и получил профессию учителя начальных классов, однако из-за прихода к власти фашистов, трудился в фотолаборатории отца.

### Деятельность в эмиграции
В 1927 году эмигрировал в Париж, где продолжил работу фотографом и поступил на юридический факультет Сорбонны. В Париже познакомился с Карло Росселли, одним из основателей антифашистского движения Справедливость и свобода, и Альберто Таркиани. Вступил в Итальянскую лигу по правам человека, в которой был избран секретарём. Однако вскоре покинул её ряды, так как не разделял коммунистических взглядов большинства членов секции.
Во Франции увлёкся авиацией и получил лицензию пилота. 10 июля 1930 года, вместе с инструктором Гастоном Брабантом, перелетел через Альпы в Беллинцону. 11 июля 1930 года, вместе с другим антифашистом Джоаккино Дольчи, с аэродрома в Лондрине в Швейцарии вылетел в сторону Италии. Во время полёта над Миланом разбросал над городом около ста пятидесяти тысяч антифашистских листовок и вернулся обратно. Направляясь в Женеву, потерпел крушение, сломал левую ногу, получил сотрясение мозга и был арестован местными властями. 22 ноября 1930 года предстал перед судом в Лугано и был приговорён к четырём месяцам тюремного заключения за нарушение положений аэронавигации. Ко времени вынесения приговора он уже отбыл тюремный срок, и, вместе с оправданными судом Карло Росселли и Альберто Тарикиани, был выдворен за пределы Швейцарии. Вернулся в Париж, откуда вскоре переехал в Брюссель, где поступил на факультет политологии в Брюссельском свободном университете и продолжил антифашистскую деятельность.
После провозглашения Испанской Республики, 14 апреля 1931 года, вместе с Альберто Таркиани и Карло Росселли, он отправился в Испанию, где должен был захватить готовый к трансатлантическому рейду самолёт и, загрузив в него бомбы, разбомбить резиденцию Бенито Муссолини — дворец Венеции в Риме. Бассанези отказался от этого плана, потому что могли пострадать невинные люди. Летом 1931 года лидеры движения Справедливость и свобода отправили его в Берлин для запуска листовок с небольшого самолёта по случаю запланированного визита Бенито Муссолини в Германию к канцлеру Генриху Брюнингу. Когда визит отменили, Бассанези прибыл в Мюнхен, откуда собирался повторить прошлогоднюю акцию с разбрасыванием антифашистских листовок над Миланом. Но по прибытии он, вместе с другими участниками акции, был арестован местной полицией и выдворен за пределы Германии. В это время у него стали проявляться психические последствия от полученной травмы во время аварии над Швейцарией. После неоднократных предупреждений его исключили из движения Справедливость и свобода.
В период с 1931 по 1936 год Бассанези несколько раз арестовывали и высылали из ряда европейских государств. 8 ноября 1931 года, после ареста в Констанце, он был выслан из Германии. 6 февраля 1933 года был арестован в Гамбурге за невыполнение предыдущего постановления о высылке и сопровождён до границы с Данией. 13 марта 1933 года был выслан из Нидерландов и получил отказ на въезд в Великобританию. 21 апреля того же года его задержала полиция во Франции и сопроводила до границы с Бельгией. В Бельгии он был немедленно арестован за подделку документов, но оправдан и выслан в Люксембург, откуда ему удалось вернуться во Францию, получив предварительное разрешение. 12 декабря 1936 года из Ниццы в качестве фотожурналиста он выехал в Испанию, где в то время шла гражданская война. В Испании его трижды арестовывали по обвинению в провокациях. Во время своих скитаний Бассанези сочетался браком с эмигранткой из Италии, социалисткой Камилле Рестеллини, от которой у него было трое детей.

### Преследования на родине
8 июня 1939 года Джованни Бассанези вернулся в Италию, сдавшись фашистским властям. Бенито Муссолини помиловал его и приказал освободить. В сентябре 1939 года он был вновь арестован, вместе с супругой, и отправлен в ссылку за распространение пацифистских листовок. Камилла Рестеллини была помилована. Бассанези заключили в психиатрическую больницу в Неаполе. Детей у супружеской пары отобрали и поместили в приют.
10 июня 1940 года его перевели в психиатрическую больницу в Ночера-Супериоре, затем в психиатрическую больницу в Ночера-Инфериоре и, наконец, в аналогичную больницу в Колленьо. В последней Камилле Рестеллини разрешили навещать супруга. После психиатрической экспертизы, которая признала его вменяемым, Бассанези перевели в тюрьму в Вентотене, где он уличил директора колонии в подлоге, после чего был снова отправлен в психиатрическую больницу в Неаполе. После двух с половиной лет пребывания в больнице Рестеллини удалось добиться опеки над мужем, объявленным «недееспособным». По просьбе наследной принцессы Марии Жозе, Джованни Бассанези позволили вернуться на родину в Аосту. Ещё дважды, до окончания войны, его ненадолго арестовывали как противника фашизма и Итальянской Социальной Республики, поскольку он был близок к Партии действия и бригадам движения Справедливость и свобода. В заключении он обвинил тюремного врача в том, что тот составил свидетельство о естественной смерти политического заключенного, который, вероятно, был убит полицией.

### Поздние годы
После войны ему, наконец, удалось получить постоянную должность учителя начальных классов, но вскоре он был уволен из-за разногласий с директором, после того как та изменила некоторые оценки в ведомости в пользу некоторых учеников. Доведенный до нищеты и психического истощения из-за постоянного преследования, Джованни Бассанези был вновь арестован по обвинению в жестоком обращении со своими детьми, а тюремный врач, тот самый, которого он обличил в подлоге в эпоху фашизма, ещё раз объявил его душевнобольным, из-за чего Джованни Бассанези был помещён в тюремную психиатрическую лечебницу в Монтелупо-Фьорентино, где вскоре умер 19 декабря 1947 года.
Его супруга, Камилла Рестеллини, также помещённая в психиатрическую больницу в Аверсе, позднее была освобождена и жила в Аосте со своими детьми до 1952 года. Затем она переехала в Рим, где открыла агентство, специализирующееся на технико-лингвистических услугах для конгрессов, конференций и переговоров. Внук Джованни Бассанези, Микеле Бассанези, также является пилотом ВВС Италии. Полёт Джованни Бассанези над Миланом, как и полёт Габриэле Д’Аннунцио над Веной во время Первой мировой войны, вдохновил другого антифашиста, Лауро Де Бозиса, который погиб в аналогичной акции по распространению антифашистских листовок над Римом в 1931 году.